# Rimbaud Verlag
Der Rimbaud Verlag ist ein Literaturverlag mit Sitz in Aachen. Er hat seinen Namen gewählt nach dem französischen Lyriker Arthur Rimbaud.

## Geschichte
1981 gründete Verlagskaufmann und Philosoph Bernhard Albers (* 1951) zusammen mit Walter Hörner (* 1951) den Rimbaud Verlag (zunächst hieß er „Rimbaud Presse“), den er bis heute leitet. 1983 trat Walter Hörner als Herstellungsleiter in den Verlag ein. Das in erster Linie aus Lyrik und Prosa bestehende Verlagsprogramm umfasst rund 500 Titel. Pro Jahr erscheinen etwa 20 bis 30 neue Titel in einer Auflagenhöhe von 300 bis 1000 Exemplaren. Im Jahr 1985 wurde mit der ersten Werkausgabe sämtlicher Gedichte Ernst Meisters begonnen, 1994 mit der Edition Texte aus der Bukowiner Literaturlandschaft. Seit 2002 werden die gesammelten Werke von Hans Bender herausgegeben. Von 1995 bis 2004 erschien die Literaturzeitschrift „Osiris“. 2016 feierte der Verlag sein 35-jähriges Bestehen.

## Autoren (Auswahl)
| - Bernhard Albers (* 1951) - Andreas Altmann - Richard Anders - Erich Arendt - Rose Ausländer - Elisabeth Axmann - Guido Bachmann - Jan-Frederik Bandel (* 1977) - Emil Barth - Franz Joachim Behnisch - Hans Bender - Hans Bergel - Ulrich Berkes - László Bertók (* 1935) - Ernst Bertram - Albrecht Betz - Klara Blum - Yves Bonnefoy - Georg Britting - Dieter Breuer (* 1938) - Theo Buck - Josef Burg - Michel Butor - Perla Cacciaguerra (1926–2012) - Elias Canetti - Paul Celan - René Char - Leopoldo Chariarse (* 1928) - Tristan Corbière - Dusza Czara-Rosenkranz - Ulrich Daum (* 1937) - Marceline Desbordes-Valmore - Heinrich Detering - Ulisse Dogà - Richard Dove - Georg Drozdowski - Ralph Dutli - Margot Ehrich - Ria Endres - Reinhard Ermen - Hubert Fichte - Michael Fisch - Robert Flinker - Claudia Gabler - Federico García Lorca - Juan Gelman - Jean Genet - Stefan George | - Karl Otto Götz - David Goldfeld (1904–1942) - Alfred Gong - José Gorostiza - Michael Guttenbrunner - Ákos Győrffy (* 1976) - Siegfried Hagen (1925–1989) - Óscar Hahn - Lioba Happel - Rudolf Hartung - Heinz-Albert Heindrichs - Franz Heinz - Eva Hesse - Edgar Hilsenrath - Max Hölzer - Raimund Hoghe - Johannes Hübner - Peter Huchel - Dieter Hülsmanns - Erich Jansen - Mathias Jeschke - Leo Katz - Matthias Kehle - Heinz Kehlmann (1909–1979) - Reinhard Kiefer - Alfred Kittner - Sibylle Klefinghaus - Jacob Klein-Haparash (1897–1970) - Lothar Klünner - Alice Koch - Joseph Kopf - Heinz Kreutz - Jean Krier - Friedrich Kröhnke - Günter Lanser - Wilhelm Lehmann - Christoph Leisten - Swantje Lichtenstein - Oskar Loerke - Alfred Margul-Sperber - Olga Martynova - Hartwig Mauritz - Hans Mayer - Selma Meerbaum-Eisinger - Ernst Meister - Perikles Monioudis - Walter Muschg - Jürgen Nendza - Gerhard Neumann (1928–2002) | - Peter Horst Neumann - Dagmar Nick - Peter Nim (* 1943) - Joe Orton - Benjamin Péret - Andreas Reimann - Gregor von Rezzori - Arthur Rimbaud - Georges Rodenbach - Moses Rosenkranz - Tuvia Rübner - Christian Saalberg - Nelly Sachs - Àxel Sanjosé - Antoine de Saint-Exupéry - Joachim Sartorius - Frank Schablewski - Albert von Schirnding - Wieland Schmied - Ernst Schönwiese - Paul Schuster - Susanne Schulte - Bernard Schultze - Karl Schwedhelm - Dorothea Sella (1919–2010) - Ilana Shmueli - Klaus Siblewski - Edith Silbermann (1921–2008) - Jörg Stöhrer (* 1938) - Ludwig Strauss - Rolf Stürmer (* 1955) - Francisco Tanzer - Tchicaya U Tam’si - Christian Teissl - César Vallejo - Xavier Villaurrutia - Richard Wall - Immanuel Weissglas - Julia Weiteder-Varga (1943–2015) - Christoph Wenzel - Hans Weßlowski - Walt Whitman - Manfred Winkler - Kubi Wohl - Rafał Wojaczek - Paul Wühr - Dorothea Zeemann - Rosemarie Zens - Hans Dieter Zimmermann - Jaffa Zins |

## Buchreihe
- Texte aus der Bukowina / Texte aus der Bukowiner Literaturlandschaft; ISSN 1614-2632